# Uzależnienie od uczenia się
Uzależnienie od uczenia się – rodzaj uzależnienia behawioralnego, polegający na tym, że osoba dotknięta tą dolegliwością odczuwa przymus uczenia się i zaabsorbowanie czynnościami związanymi z nauką, co powoduje poważny stres i ma istotny, szkodliwy wpływ na jej funkcjonowanie i/lub jej relacje z bliskimi (rodziną i przyjaciółmi). To problematyczne zachowanie charakteryzuje się utratą kontroli nad uczeniem się oraz utrzymuje się przez dłuższy czas, przy czym może mieć różny poziom nasilenia, od łagodnego do ciężkiego.
Podejrzewa się, że uzależnienie od uczenia się jest wczesną formą uzależnienia od pracy. Oznacza to, że młodzi ludzie, którzy mają niezdrowe podejście do uczenia się i zaburzoną równowagę między czasem poświęcanym na naukę a czasem wolnym, po wejściu na rynek pracy rozwijają uzależnienie od pracy.
Problem uzależnienia od uczenia się występuje zarówno wśród uczniów, jak i studentów. Szczególnie wysoki poziom jego rozpowszechnienia występuje wśród studentów polskich akademii muzycznych (16%). Dla porównania, wśród studentów innych uczelni wynosi on 6,4%.